# Ishkus Regio
Pour les articles homonymes, voir Ishkus.
Ishkus Regio est une région homogène située sur Vénus dans le quadrangle de Godiva. Elle a été nommée en référence à Ishkus, géante makah de la forêt.